# COLCAP
Der COLCAP ist der wichtigste Aktienindex der kolumbianischen Börse seit November 2013, als er den IGBC (Indice General de la Bolsa de Valores de Colombia) als Leitindex für Kolumbien ablöste. Er besteht aus den 20 am aktivsten gehandelten Aktien des Marktes. Die angepasste Marktkapitalisierung für jedes im COLCAP gelistete Unternehmen wird regelmäßig überprüft, um seine Aufnahme in den Index zu bestimmen. Der COLCAP-Index wurde am 5. Januar 2008 mit einem Anfangswert von 1.000 eingeführt.

## Zusammensetzung
| Unternehmen             | Börse            | Symbol                                     | Branche           |
| ----------------------- | ---------------- | ------------------------------------------ | ----------------- |
| Banco de Bogotá         | BVC              | BVC: BOGOTA                                | Banken            |
| Bancolombia             | BVC NYSE         | BVC: BCOLOMBIA BVC: PFBCOLOMB NYSE: CIB    | Banken            |
| Canacol Energy          | BVC TSX          | BVC: CNEC TSX: CNE                         | Öl und Gas        |
| Celsia                  | BVC              | BVC: CELSIA                                | Energie           |
| Cementos Argos          | BVC              | BVC: CEMARGOS BVC: PFCEMARGOS              | Baustoffe         |
| Colombia Stock Exchange | BVC              | BVC: BVC                                   | Börse             |
| Corficolombiana         | BVC              | BVC: CORFICOLCF BVC: PFCORFICOL            | Finanzen          |
| Davivienda              | BVC              | BVC: PFDAVVNDA                             | Banken            |
| Ecopetrol               | BVC NYSE TSX FWB | BVC: ECOPETROL NYSE: EC TSX: ECP FWB: ECHA | Öl und Gas        |
| Grupo Energía Bogotá    | BVC              | BVC: EEB                                   | Energie           |
| Grupo Argos             | BVC              | BVC: GRUPOARGOS BVC: PFGRUPOARG            | Mischkonzern      |
| Grupo Aval              | BVC NYSE         | BVC: GRUPOAVAL BVC: PFAVAL NYSE: AVAL      | Banken            |
| Grupo Nutresa           | BVC              | BVC: NUTRESA                               | Nahrungsmittel    |
| Grupo Sura              | BVC              | BVC: GRUPOSURA BVC: PFGRUPSURA             | Mischkonzern      |
| Grupo Bolivar           | BVC              | BVC: BOLIVAR                               | Mischkonzern      |
| Interconexión Eléctrica | BVC              | BVC: ISA                                   | Energie           |
| Terpel                  | BVC              | BVC: TERPEL                                | Gas               |
| ETB                     | BVC              | BVC: ETB                                   | Telekommunikation |
| Mineros                 | BVC              | BVC: MINEROS                               |                   |
| Promigas                | BVC              | BVC: PROMIGAS                              | Gas               |